# 丈夫人
丈夫人（じょうふじん）は中国に伝わる伝説上の人種である。古代中国では西方に位置する国に棲んでいたとされる。

## 概説
古代中国の地理書『山海経』の海外西経によると、丈夫国は巫咸国の南にあり、丈夫（男性）たちが住んでいるとされる。衣冠をつけ剣をおびているという。
郭璞による『山海経』の注によると、殷の太戊の時代に不老不死の仙薬を求めるため西王母のもとへ派遣された王孟（おうもう）という人物が道に迷い果てた末に定住したのがこの丈夫国のはじまりであるとしている。また、丈夫人たちは全てが男性であるが生涯のうちに2人の子供を残すとも記している。それによれば、影のような子供がまず体から生じ、月日と共にじょじょにそれが実体化してゆき、完全に人間の姿となったとき、親である丈夫人は命を終えるという。

## 丈夫人の登場する作品
『鏡花縁』
丈夫国が旅の途中に舞台として登場する。